# Become
Become – pierwszy studyjny album Seventh Wonder. Znajduje się na nim dziewięć utworów. Dziewiąty utwór nie jest oznaczony jako oddzielny i oficjalnie niezatytułowany. 

## Skład zespołu
- Andi Kravljaca – wokal
- Andreas "Kyrt" Söderin – keyboard
- Johan Liefvendahl – gitara
- Andreas Blomqvist – gitara basowa
- Johnny Sandin – perkusja[2]

## Lista utworów
1. Day By Day – 3:55
2. Like Him – 5:31
3. The Damned – 4:31
4. Temple in the Storm – 6:18
5. Blinding My Eyes – 3:50
6. The Secret – 4:15
7. What I've Become – 8:41
8. In the Blink of an Eye – 7:38
9. Day By Day (acoustic) – 6:26